# Руднє-Грабівська сільська рада
Руднє-Грабівська сільська рада (Рудне-Грабівська сільська рада) — колишня адміністративно-територіальна одиниця та орган місцевого самоврядування у Андрушівському, Іванківському (Левківському) і Коростишівському районах Волинської округи, Київської та Житомирської областей Української РСР з адміністративним центром у селі Рудня-Грабівська.

## Населені пункти
Сільській раді на час ліквідації були підпорядковані населені пункти:
- с. Грабівка;
- с. Осикове;
- с. Рудня-Грабівська.

## Населення
Кількість населення ради, станом на 1923 рік, становила 1 424 особи, кількість дворів — 281.

## Історія та адміністративний устрій
Створена 1923 року в складі сіл Грабівка (Велика Грабівка), Рудня-Грабівська та Смолівка Котелянської волості Житомирського повіту Волинської губернії. 7 березня 1923 року включена до складу новоствореного Андрушівського району Житомирської округи. 27 червня 1925 року сільську раду передано до складу Левківського (згодом — Іванківський) району Житомирської (згодом — Волинська) округи. На 10 жовтня 1925 року в підпорядкуванні значилися хутори Осиківка (згодом — Осикове) та Розкидайлівка. 1 листопада 1925 року у с. Смолівка утворено окрему сільську раду. 3 вересня 1930 року, відповідно до постанови ВУЦВК та РНК Української СРР від 2 вересня 1930 року «Про ліквідацію округ та перехід на двоступеневу систему управління», сільську раду передано до складу Коростишівського району Української СРР. Станом на 1 жовтня 1941 року на обліку числився х. Тартак, х. Розкидайлівка значився в підпорядкуванні Харитонівської сільської управи Коростишівського району.
Станом на 1 вересня 1946 року сільська рада входила до складу Коростишівського району Житомирської області, на обліку в раді перебували села Мошківка, Осикове, Рудня та Рудня-Грабівка.
Ліквідована 11 серпня 1954 року, відповідно до указу Президії Верховної Ради Української РСР «Про укрупнення сільських рад по Житомирській області», територію та населені пункти ради приєднано до складу Туровецької сільської ради Коростишівського району Житомирської області.